# Manuel José Quintana
Manuel José Quintana y Lorenzo (Madrid, 11 de abril de 1772-Madrid, 11 de marzo de 1857) fue un poeta español de la Ilustración en la transición al Romanticismo.

## Biografía
Nació en Madrid el 11 de abril de 1772, hijo de padres extremeños. Estudió en Madrid primeras letras y después latinidad en Córdoba con Manuel de Salas. Después vuelve a Madrid, donde ya el 14 de julio de 1787 recita una oda en la Real Academia de San Fernando. Pasó a estudiar Derecho en Salamanca, donde se llevó muy bien con el rector liberal Diego Muñoz-Torrero, pero no con quien le sucedió, Tejerizo, quien lo expulsó en 1793, aunque fue readmitido al año siguiente. Sus maestros salmantinos, en derecho y poesía, fueron los neoclásicos Juan Meléndez Valdés, Pedro Estala, Nicasio Álvarez de Cienfuegos y Gaspar Melchor de Jovellanos.
Ejerció como abogado en Madrid desde 1795 y prosigue su carrera poética. Es nombrado en ese mismo año procurador fiscal de la Junta de Comercio y Moneda. Hasta 1798 escribe una serie de odas que, impresas más tarde (Poesías, 1802), le harán famoso. Sin embargo, su breve matrimonio en 1800 con la zaragozana María Antonia Florencia terminó en fracaso, se separaron y no tuvieron hijos; ella morirá en 1820. En todo lo demás la vida le sonríe: estrena con gran éxito su drama Pelayo (1805) y al año siguiente, el 25 de marzo, es nombrado censor de teatros; en 1807 empieza a publicar una serie de biografías, Vidas de españoles célebres, de inspiración muy patriótica, y funda una revista, Variedades de Ciencias, Literatura y Artes. Parece que en estos años preparaba otras tres obras dramáticas, pero en la confusión creada por la invasión napoleónica se perdieron para siempre los manuscritos y el escritor nunca llegó a reiniciar su trabajo. 

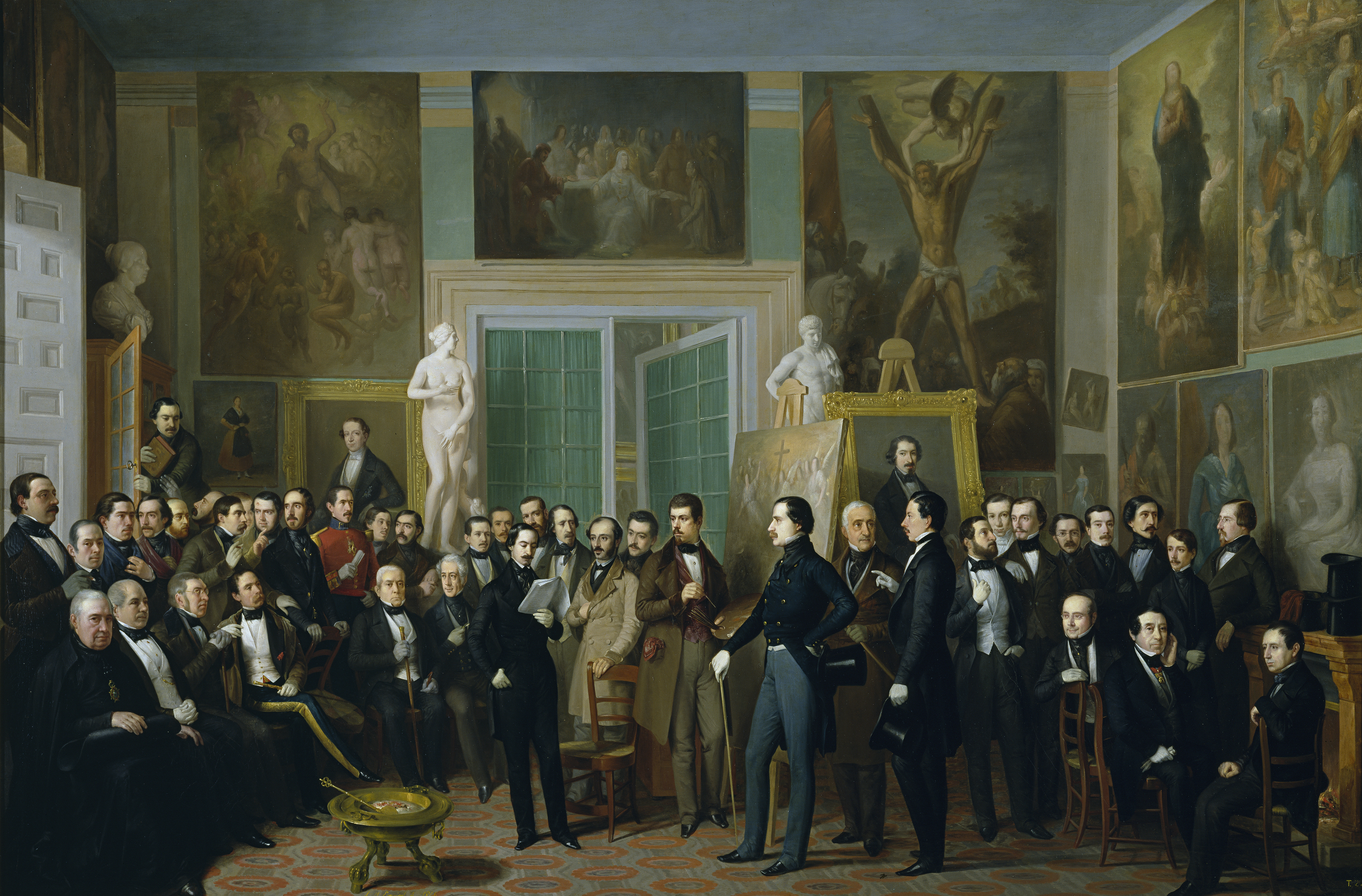
Manuel José Quintana está retratado en Los Poetas contemporáneos por Antonio María Esquivel, 1846 (Museo del Prado, Madrid).

Durante la Guerra de la Independencia y a partir de 1808 militó en el bando liberal y ocupó varios cargos políticos en la resistencia antibonapartista, ganándose una merecida fama de patriota sobre todo por su dirección del Semanario Patriótico, idea que surgió en la famosa tertulia de su casa madrileña; impreso al principio en Madrid, esta importante publicación periódica pasó luego a Sevilla y después a la Cádiz sitiada. Publica además en 1808 España libre y Poesías patrióticas. A partir de entonces su obra de creación literaria pura quedó marginada al poner su pluma al servicio de sus múltiples compromisos políticos de orientación liberal, puesto que era oficial primero de la Secretaría General de la Junta Central desde enero de 1809, de la que era titular Martín de Garay. Con este, Lorenzo Calvo de Rozas y otros miembros de la Central que habían nacido en la década de los 70 del siglo XVIII labró un plan para imponer sus ideas liberales frente a los absolutistas e incluso a ilustrados como Jovellanos, con quien condescendieron en ocasiones pese a que no compartían su defensa de las leyes tradicionales. Pero el impulso de Quintana y Garay permitió que se reuniesen las Cortes de Cádiz en una sola cámara sin respetar al estamento privilegiado. En enero de 1810 es nombrado secretario de Interpretación de las Lenguas y participa además en la Junta de Instrucción Pública. En Cádiz, en septiembre de 1813, firma junto a Martín González de Navas, José de Vargas Ponce, Eugenio de Tapia, Diego Clemencín y Ramón Gil de la Cuadra, el llamado Informe Quintana, cuyo fin es proponer mejoras para la instrucción pública. También en 1813 publica otra colección de Poesías. En 1814 ingresó en la Real Academia Española y en la de San Fernando, pero ese mismo año, al regresar de Francia Fernando VII y a causa de la involución provocada por el Manifiesto de los Persas fue encarcelado en Pamplona por su colaboración con las Cortes de Cádiz. 
Fue liberado al restablecerse el gobierno constitucional en 1820; ingresa en la Sociedad del Anillo y la preside desde el 30 de noviembre de 1821; en ese mismo año fue elegido para las Cortes y nombrado presidente de la Dirección General de Estudios, para la que redactará un Informe en 1822; en 1823, tras ser abolida de nuevo la Constitución, fue despojado de nuevo de todos sus cargos y honores y hasta 1828, año en que se le permitió volver a Madrid, vivió en Extremadura con su familia paterna; allí redactó sus famosas Cartas a Lord Holland, publicadas solamente en sus Obras completas de 1852. 

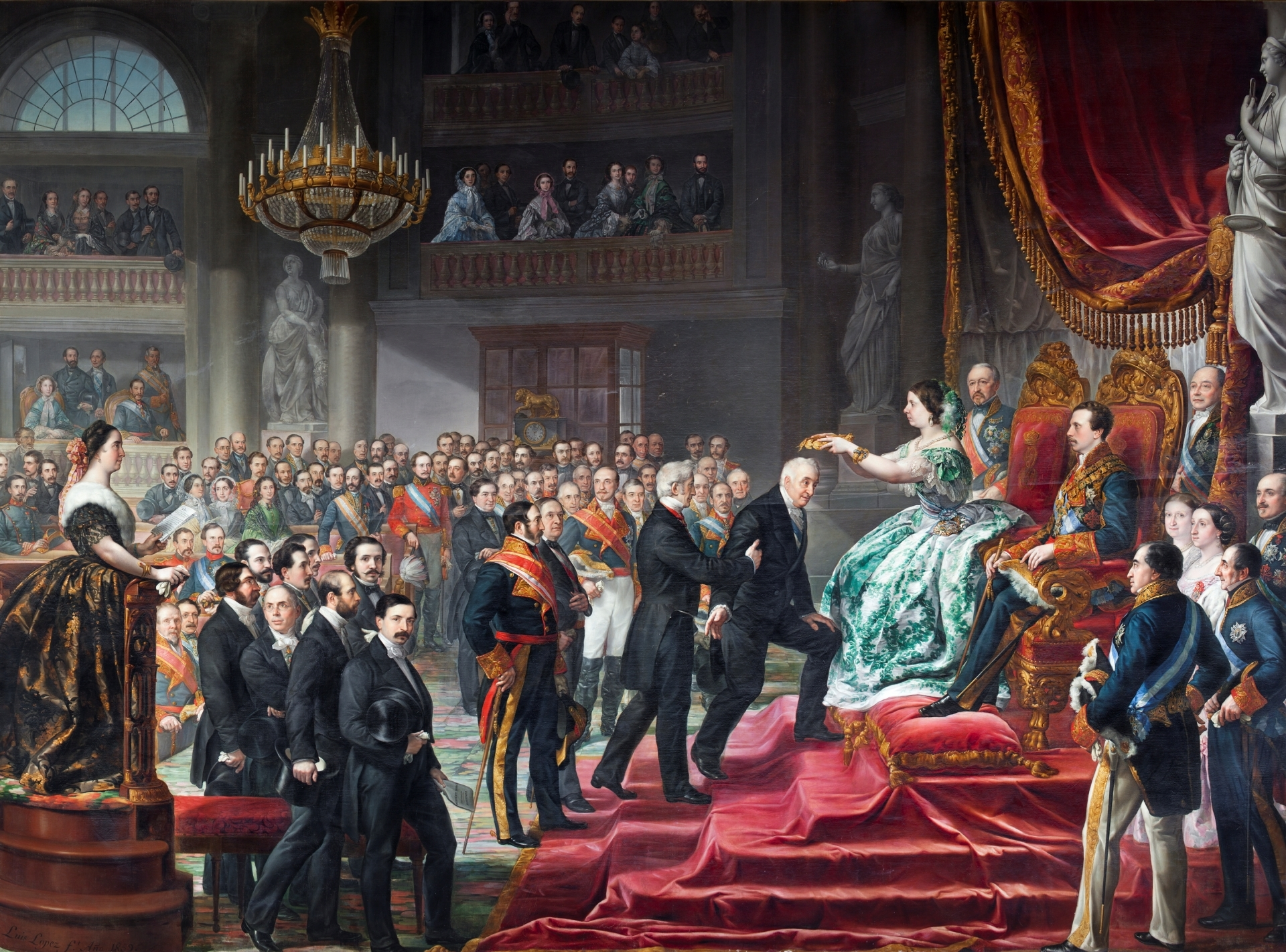
Coronación de Manuel José Quintana por la reina Isabel II de España. Luis López y Piquer. 1859. (Museo del Prado, en depósito en el Palacio del Senado).

Muerto el monarca, fue restituido en sus cargos y nombrado prócer del reino (1834-1836), director de Estudios nuevamente en 1835 y senador electo por Badajoz, jurado en 1837. En 1830 había empezado a editar una antología de poetas clásicos españoles preparada por él con importantes prólogos y notas, Poesías selectas castellanas, cuyo tercer volumen, Musa épica, apareció en 1833; era el fruto de sus pasados trabajos filológicos con Pedro Estala. El primero se consagra a los clásicos, el segundo a la poesía del siglo XVIII y el tercero a la poesía heroica o narrativa. En 1840 fue nombrado ayo instructor de la reina Isabel II y senador vitalicio en 1845.
El 25 de marzo de 1855 fue laureado como poeta nacional por la reina Isabel II, un acto solemne que fue celebrado en el Senado. La ceremonia fue organizada por una comisión formada por los periodistas Pedro Calvo Asensio (director de La Iberia), José Rúa Figueroa (director de La Nación), Alejo Galilea (director de El Tribuno), Francisco Orgaz (director de El Esparterista), Alfonso García Tejero (director de El Miliciano), Enrique Cisneros (director de La Unión Liberal) y Vicente Barrantes (redactor de Las Novedades), a quienes se sumarán Juan Eugenio Hartzenbusch y Joaquín Marracci. La programación, discursos, panegíricos y antecedentes de la coronación fueron impresos en una publicación -entregada en el propio acto- que cuenta con textos de las poetisas Gertrudis Gómez de Avellaneda y Rosa Butler y los periodistas Juan de la Rosa González o Manuel del Llano y Persi entre otros. La solemnidad del acto quedó reflejada en una pintura de Luis López Piquer que, más allá del propio acto en sí mismo, retrata al notable grupo de escritores, periodistas, poetas y políticos españoles de mediados del siglo XIX, cuyos rostros, en muchos casos, son claramente reconocibles. 

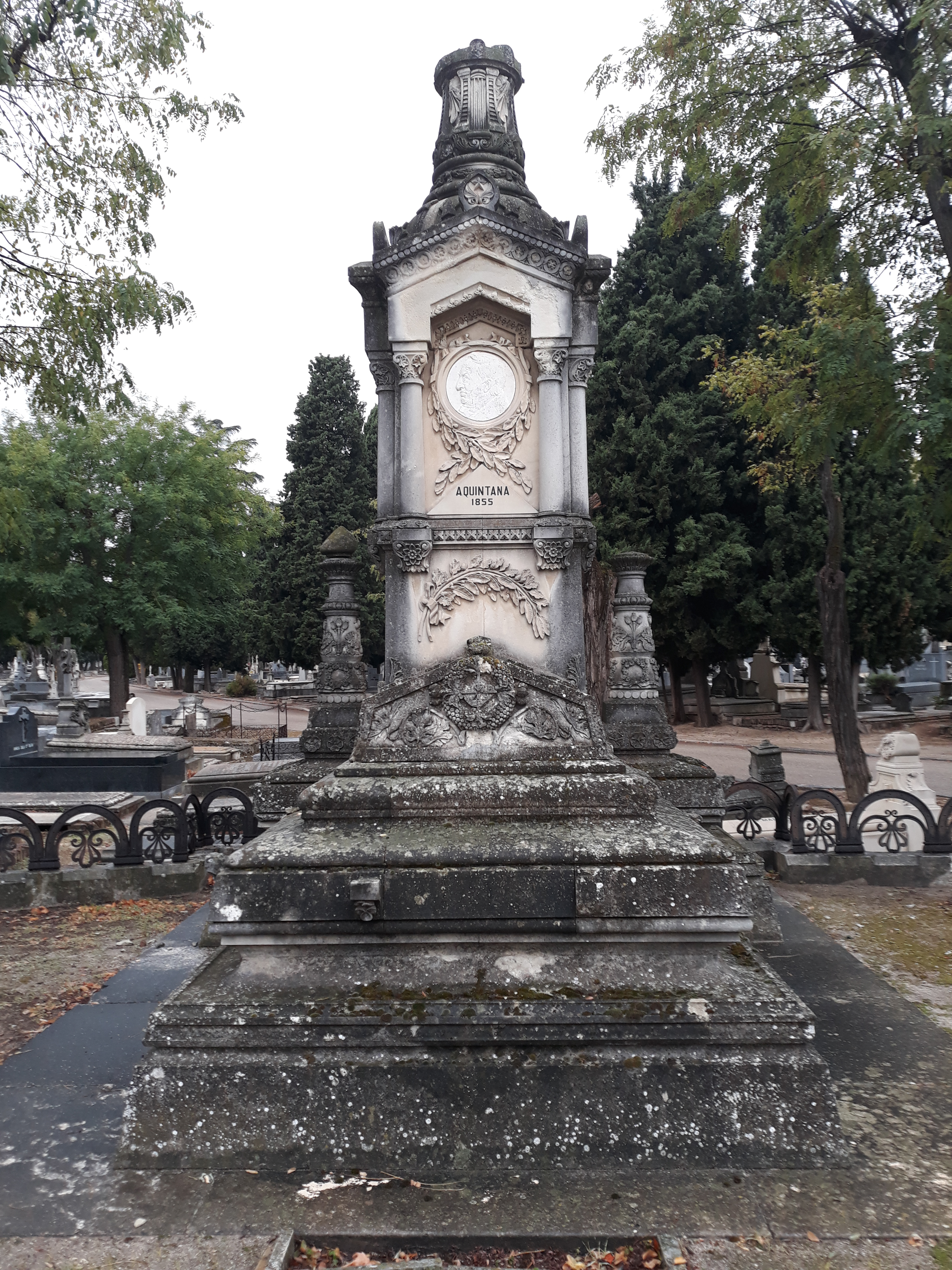
Tumba de Quintana en el cementerio de la Almudena de Madrid.

En el número uno de la Puerta del Sol falleció dos años más tarde y, a causa de su frugal manera de vivir, dejó algunas deudas que fueron satisfechas con la venta de libros de su biblioteca, cuya compra era el único vicio que se le atribuye. El entierro fue costeado en su totalidad por la reina. Su vida y obra han sido estudiadas principalmente por el hispanista Albert Dérozier. Todos sus contemporáneos destacaron en él como rasgos fundamentales de su carácter su enorme honestidad e integridad, el patriotismo y el compromiso radical con la libertad del género humano. 
La poesía de Quintana es casi toda de tema cívico, moral, patriótico o político, de inspiración fundamentalmente neoclásica, pero se acerca al Prerromanticismo en algunos momentos, como en su poema consagrado al mar. Entre sus defectos está el tono en exceso declamatorio de sus versos y la abundancia de epítetos, mal que contribuyó a prolongar entre sus poco afortunados imitadores.
El 7 de noviembre de 1822, pronunció el discurso inaugural de la Universidad Central, actualmente Universidad Complutense de Madrid.

## Obra

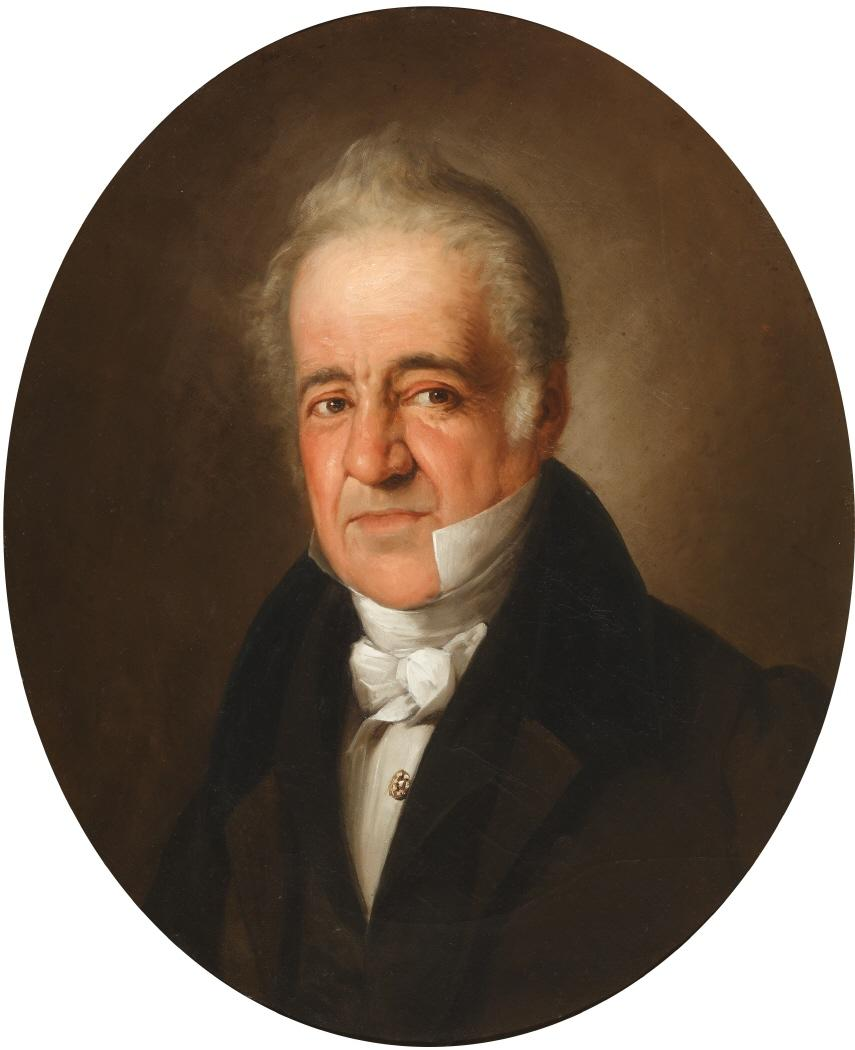
Retrato de Manuel José Quintana (1830), por Vicente López Portaña (Museo del Romanticismo, Madrid).

La edición más completa de su obra hasta la fecha se encuentra en el volumen XIX de Obras completas (1855) de la Biblioteca de Autores Españoles de Manuel Rivadeneyra, reimpreso en 1861 y 1946. Se complementan con las póstumas Obras inéditas del Excmo. Señor D. Manuel José Quintana. Precedidas de una biografía del autor por su sobrino D. M. J. Quintana Y de un Juicio Crítico por el Ilmo. Señor Don Manuel Cañete de la Academia Española, Madrid: Medina y Navarro Editores, 1872, el Epistolario inédito del poeta Manuel José Quintana editado por Eloy Díaz-Jiménez y Molleda (Madrid: Librería General de Victoriano Suárez, 1933) y un epistolario disperso. Aparte de sus numerosos discursos de tema político y varios volúmenes recopilatorios y antológicos de Poesías selectas castellanas, cultivó varios géneros literarios.

### Ensayo
- Las reglas del drama (1791, en tercetos).
- Vidas de españoles célebres (Tomo I: 1807; Tomo II: 1830; Tomo III, 1833).
- Cartas a Lord Holland, 1852, pero 1824.

### Poesía
- Poesías (1788, 1802, 1813, 1821, 1825). La edición de 1788 contiene solo once poemas que no se reimprimirán posteriormente.[3]
- España libre. Odas. (¿Madrid, 1808?).
- Poesías patrióticas Madrid, 1808.

### Drama
- El Duque de Viseo (representada en 1801 e inspirada por The Castle Spectre de Matthew Gregory Lewis).
- Pelayo (representada en 1805 y con la que se inaugura el 25 de agosto de 1806 el nuevo Teatro del Príncipe, actual Teatro Español).

### Obra como antólogo
- Colección de poesías castellanas (1807).
- Poesías selectas castellanas, (1830-1833), 3 vols.